# Mesosociologi
Mesosociologi är sociologisk ansats som befinner sig mellan den småskaliga mikrosociologin och storskaliga makrosociologin och som bland annat analyserar organisationer. 